# Astroschema sublaeve
Astroschema sublaeve är en ormstjärneart som beskrevs av Christian Frederik Lütken och Ole Theodor Jensen Mortensen 1899. Astroschema sublaeve ingår i släktet Astroschema och familjen Asteroschematidae. Inga underarter finns listade i Catalogue of Life.